# 阿维夫·尼沃
阿维夫·尼沃（英語：Aviv Nevo，1965年3月15日—），昵称Vivi，是一名以色列籍风险投资家，也是时代华纳集团的主要股东。他的風險投資公司「NV Investments」據信投資了全球各地的科技公司，且據說是溫斯坦公司（The Weinstein Company）的初期靠山與时代华纳集团最大的個人股東。
尼沃不願意受到公眾的注意，並雇用了公關公司來維持其低調的形象。经过长期的地下恋情后，尼沃在2008年7月和中国女演员章子怡订婚。後來在2010年分手。
尼沃出生于罗马尼亚的布加勒斯特，并在还是婴儿时就随父母移居至以色列的特拉维夫。其父亲是一位化学工程师，母亲则为麻醉科医师。他是獨生子。据称他由最初继承的一千万美元的财富起家，慢慢发展到现在所拥有的财富。